# District Line
District Line – jedna z linii metra w Londynie, oznaczana kolorem zielonym. Składa się z linii głównej oraz 5 odgałęzień. Na jej trasie znajduje się 60 stacji, w tym 25 podziemnych. Łączna długość linii wynosi 64 kilometry. Linia powstała w 1868 i od tego czasu jej trasa ulegała zmianom. W latach 2015–2019 korzystało z niej powyżej 222 milionów osób rocznie, a w 2020 z powodu pandemii koronawirusa linia przewiozła mniej pasażeró – ok. 105 milionów osób.

## Przebieg linii
Za linię główną District Line uważa się odcinek od Earl’s Court do wschodniego krańca Upminster. W okolicach Earl’s Court od linii głównej oddzielają się odgałęzienia Edgware Road (północne) i Wimbledon (południowe), a także liczące zaledwie jedną stację odgałęzienie Kensington (Olympia). Z kolei na zachód ciągnie się odgałęzienie Richmond/Ealing, które za stacją Turnham Green rozdziela się na dwie nitki: Richmond i Ealing.
Układ linii powoduje, że w praktyce pociągi District Line kursują na 5 różnych trasach:
- Ealing Broadway – Tower Hill
- Richmond – Upminster
- Wimbledon – Upminster
- Wimbledon – Edgware Road
- Kensington Olympia – High Street Kensington

Linia należy do grupy sub-surface lines, co oznacza, że na odcinkach podziemnych tory w obu kierunkach ułożone są w jednym tunelu na średniej głębokości ok. 5 metrów.

## Tabor

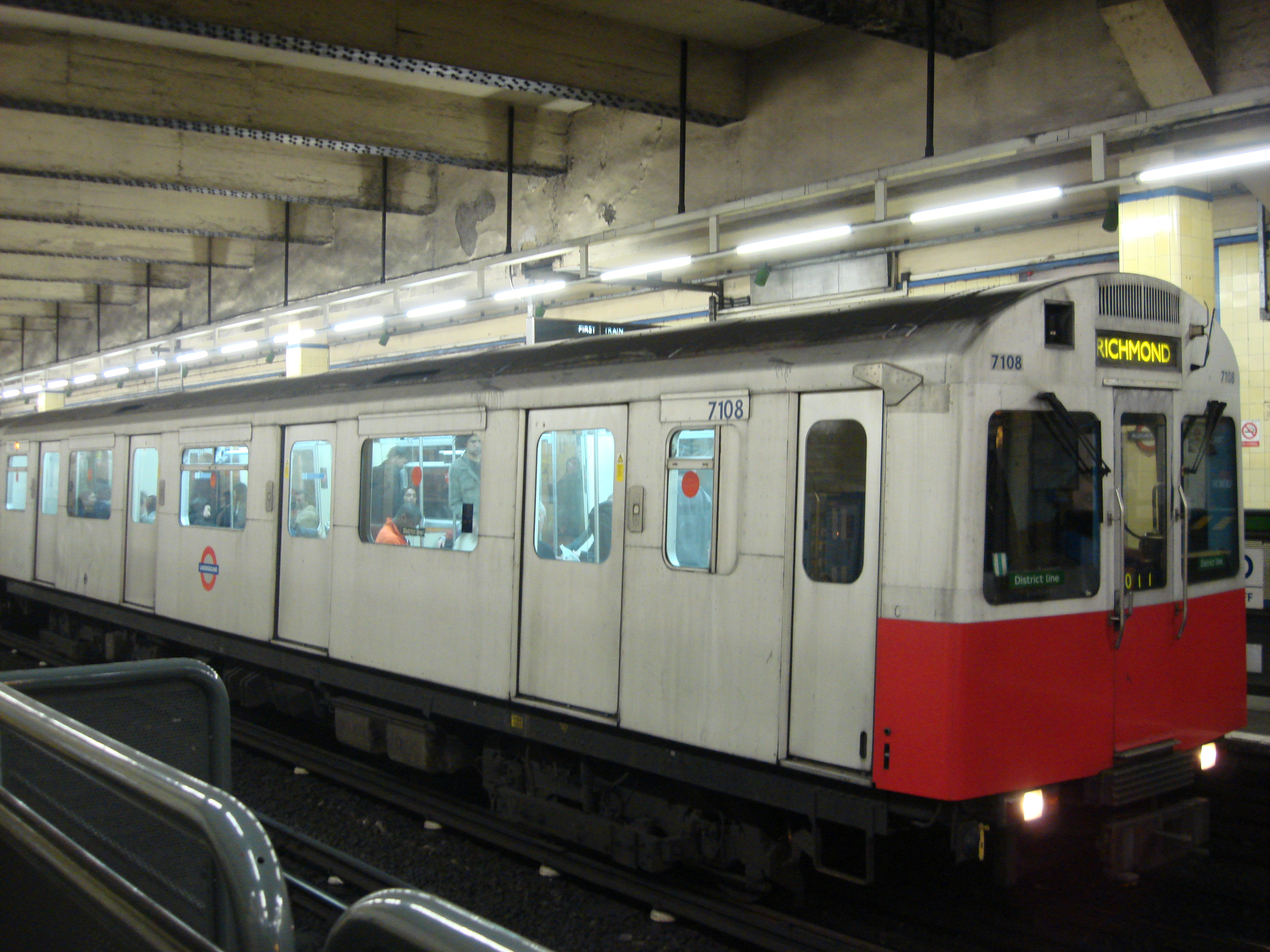
Pociąg klasy D Stock

District Line obsługiwana jest w przeważającej mierze przez pociągi klasy D Stock, dostarczane w latach 1980–1983 przez zakłady Metro Cammel z Birmingham. Obecnie metro dysponuje 75 składami tego typu. Jedynie kursy przechodzące przez odgałęzienie Edgware Road realizowane są przez starszy tabor typu C Stock (taki sam jak na Circle Line oraz Hammersmith & City Line), ponieważ perony na tym odcinku są zbyt krótkie, by przyjąć dłuższe pociągi D Stock. Stacje techniczno-postojowe znajdują się za stacjami Upminster oraz Ealing Common. Na mocy umowy z władzami Londynu, utrzymaniem linii zajmuje się prywatna firma Metronet.